# Wedoro (Glagah)
Wedoro is een bestuurslaag in het regentschap Lamongan van de provincie Oost-Java, Indonesië. Wedoro telt 940 inwoners (volkstelling 2010).